# Kolstig
Kolstig, även ryss eller läst, var ett äldre svensk rymdmått för träkol. En kolstig rymde 12 tunnor eller omkring 19 hektoliter.